# Сан-Пьеро-Патти
Сан-Пьеро-Патти (итал. San Piero Patti) — коммуна в Италии, располагается в регионе Сицилия, подчиняется административному центру Мессина.
Население составляет 3415 человек, плотность населения составляет 83 чел./км². Занимает площадь 41 км². Почтовый индекс — 98068. Телефонный код — 0941.
Покровителями коммуны почитаются Пресвятая Богородица (Maria SS. Della Catena) и святитель Власий Севастийский, празднование в первой воскресение октября и в первое воскресение после Пасхи.